# Осмінін Станіслав Олександрович
Станіслав Олександрович Осмінін (13 травня 1934, місто Вологда, тепер Російська Федерація — 1 лютого 2013, місто Вологда, Російська Федерація) — радянський партійний діяч, 1-й секретар Кіровського обкому КПРС, голова Кіровського облвиконкому. Депутат Верховної ради Російської РФСР 11-го скликання, народний депутат Російської Федерації (в 1990—1993 роках). Член ЦК КПРС у 1990—1991 роках. Кандидат економічних наук.

## Життєпис
Народився в родині робітників. З 1951 по 1953 рік працював слюсарем Вологодського паровозовагоноремонтного заводу.
Член КПРС з 1955 року.
У 1958 році закінчив інженерний факультет Вологодського молочного інституту.
У 1958—1963 роках — асистент кафедри технічної механіки, заступник секретаря партійного комітету, аспірант Вологодського молочного інституту.
У 1963—1965 роках — заступник завідувача, в 1965—1968 роках — завідувач сільськогосподарського відділу Вологодського обласного комітету КПРС.
У 1968—1971 роках — заступник голови виконавчого комітету Вологодської обласної ради депутатів трудящих.
У 1971—1984 роках — секретар Вологодського обласного комітету КПРС.
У 1984 — липні 1986 року — 2-й секретар Кіровського обласного комітету КПРС.
У липні 1986 — червні 1987 року — голова виконавчого комітету Кіровської обласної ради народних депутатів.
26 травня 1987 — 10 серпня 1991 року — 1-й секретар Кіровського обласного комітету КПРС.
У 1990—1993 роках — член Ради Республіки Верховної ради Російської Федерації, член Комітету із соціального розвитку села, аграрних питань та продовольства Верховної ради Російської Федерації. Входив до фракції «Комуністи Росії». Під час подій осені 1993 року у Москві брав участь в обороні «Білого Дому».
З січня 1994 року — на пенсії в місті Вологді.
Помер 1 лютого 2013 року після важкої та тривалої хвороби у Вологді.

## Нагороди
- два ордени Трудового Червоного Прапора
- два ордени «Знак Пошани»
- медаль «За доблесну працю. В ознаменування 100-річчя з дня народження Володимира Ілліча Леніна» (1970)
- медаль «Ветеран праці»